# 552750 Valasek
552750 Valasek este o planetă minoră (asteroid) din centura de asteroizi. A fost descoperită pe 6 septembrie 2010 la Piszkéstetői Obszervatórium⁠(d) de . 
Obiectul prezintă o orbită caracterizată de o semiaxă mare de 2,5695696365999 UAi, o excentricitate de 0,10439360681489, o înclinație de 13,755548764306 ° în raport cu ecliptica.